# Ітеративна аналогова обчислювальна машина
AOM ітерати́вна — аналогова обчислювальна машина, що здійснює процес розв'язку задачі протягом деякої кількості циклів. Машина має додаткові властивості незалежного керування і виконує необхідний мінімум логічних програмних операцій, має пристрої для вибірки і передачі інформації з одного циклу операцій в іншій (паралельний або послідовний). Програма розв'язку, зазвичай, задається на набірному полі, а при розв'язку вузько спеціалізованих задач процес здійснюється за допомогою пристрою керування. Як правило, в АОМ ітеративній, реалізуються ітераційні способи розв'язку (дивись, наприклад, «Ітератор»). Проте, існують ітеративні аналогові обчислювальні машини, в яких на точний  розв'язок початкової задачі при фіксованих значеннях деяких параметрів, що змінюються ох циклу до циклу. Це буває, наприклад, при розв'язку задач оптимізації систем автоматичного регулювання, рівнянь у часткових похідних та інші.